# Hwætberht
Hwætberht, Hwætbert ou  Huaetberct est un moine anglo-saxon de la première moitié du VIIIe siècle.

## Biographie
Hwætberht entre à l'abbaye de Wearmouth-Jarrow en tant qu'oblat durant son enfance et y reçoit son éducation religieuse. Après le départ en pèlerinage à Rome de l'abbé Ceolfrith, en 716, il est élu abbé du double monastère Wearmouth-Jarrow et sacré par l'évêque Acca de Hexham . D'après Bède le Vénérable, qui lui dédie plusieurs de ses ouvrages, dont De temporum ratione (en) et ses commentaires sur les Actes des Apôtres et l'Apocalypse, Hwætberht s'est lui-même rendu à Rome pendant le pontificat de Serge Ier (687-701), mettant à profit son séjour dans cette ville pour étudier et copier des textes et ramenant plusieurs ouvrages en Angleterre avec lui.
Durant l'abbatiat de Hwætberht, les restes des abbés de Wearmouth Sigfrith et Eosterwine sont transférés près de l'autel principal de ce monastère, auprès de ceux de son fondateur Benoît Biscop. Bède fait référence à Hwætberht par le nom d'Eusèbe (Eusebius) dans son commentaire des Livres de Samuel, ce qui suggère qu'il pourrait être l'auteur des Enigmata Eusebii, un recueil de soixante énigmes en latin conservé avec les quarante énigmes écrites par son contemporain l'archevêque de Cantorbéry Tatwine.
Il subsiste une lettre adressée à Hwætberht par le missionnaire Boniface de Mayence vers 747, ce qui implique que l'abbé est mort après cette date. Boniface lui demande de lui envoyer une copie des ouvrages écrits par Bède.